# حمزة الصغير
حمزة الصَّغير ويُعرف أيضًا باسم حمزة الزِّغَيِّر (1921 - 1976) رادود ومنشد شيعي عراقي لقصائد المراثي الحسينية.

## حياته
وُلد الشيخ حمزة بن عبود بن إسماعيل السعدي سنة 1921 م في مدينة كربلاء، وينتسب إلى عشيرة بني سعد. كان تلميذًا لدى الرادود الحاج عباس الصفار والرادود حمزة السمّاك، وقد لُقب بالـ«الصغير» وذلك تميزًا عن أستاذه«حمزة السماك»، كما ورد أنّه «اشتهر بـ"حمزة الزغير"، وذلك لوجود رادود آخر كان في كربلاء معاصرًا وهو "حمزة السماك"».
تذّكر المصادر أنّه «اشتغل في بداية حياته خفافا، ثم أصبح صاحب مكوى»، كما ذكر بأنه تعلم القراءة والكتابة، وحفظ القرآن الكريم، وعمل على تأمين المعيشة لعائلته. كما ورد أنّه كان يجتمع بعددٍ من الشعراء، منهم كاظم منظور. زار الصغير البحرين مرتين في فترة السبعينات، كما يُذكر أنّه شارك في مواسم العزاء التي كانت تقام آنذاك.
من القصائد المشهورة التي أنشدها: «جابر يا جابر ما دريت بكربلاء شصار»، و«يمه ذكريني من تمر زفة شباب»، و«آه يا حسين ومصابه لاجله العين سجابة»، وكانت آخر قصيدة أنشدها في العتبة الحسينية هي «إحنه غير حسين ماعدنه وسيلة – والذنوب هواي جفتها ثجيلة».
تُوفي الصغير بعد إصابته بمرض السرطان في الأنف، وكانت وفاته في شهر شوال سنة 1396 هـ، ودُفن في مقبرة السيّد مُحمد، في وادي كربلاء القديم. تبنت العتبة الحسينية إعادة ترميم وتأهيل قبره.
وممّا قيل في رثائه:

## القصائد
| اسم القصيدة                | اسم الشاعر            | رابط يوتيوب |
| -------------------------- | --------------------- | ----------- |
| بالسلطنة الدينية           | كاظم منظور            | الرابط      |
| وين والينا                 | كاظم منظور            | الرابط      |
| أشلون أنساك                | جبار البناء الكربلائي | الرابط      |
| كلي يا الميمون             | كاظم منظور            | الرابط      |
| شلون بية وثكل وزن حسابي    | عبد الحسين الشرع      | الرابط      |
| إحنه غير حسين ماعدنه وسيلة | مهدي الأموي الكربلائي | الرابط      |
| اهز مهدك يا عبدالله        | سعيد الهر الكربلائي   | الرابط      |

## طالع أيضًا
- العتبة الحسينية
- كاظم منظور